# Vicente Iborra
Vicente Iborra (Moncada, 1988. január 16. –) spanyol labdarúgó, az Olimbiakósz védekező középpályása.

## Pályafutása

### Levante
Pályafutását a Levante korosztályos csapatában kezdte. A
2007–2008-as szezonban debütált. 2008. január 9-én játszott Copa del Rey-ben a Getafe ellen. Négy nappal később is játszott a La Liga-ban a Real Madrid ellen 0–2-re  elveszített meccsen.
2008. március 30-án Iborra megszerezte az első gólját az UD Almería 1–2-re elveszített mérkőzésen a 2009-10-es szezonban 36 meccsen 2640 percet töltött a pályán.

### Sevilla
2013. augusztus 16-án írt alá egy 5 éves szerződést Sevilla-val. Meghálálta  a bizalmat, 41 mérkőzésen lépett pályára az idény során, és négy gólt szerzett. A 2014–2015-ös szezonban Unai Emery kérésére támadó középpályásként játszott, összesen kilenc gól lett az eredménye.

### Leicester City
2017. július 4-én az angol Leicester Cityhez szerződött.

### Villarreal
2019. január 8-án a Villarreal jelentette be, hogy Iborrát négy és félévre szerződtette. 2022 júliusában kölcsönben visszatért a Levante csapatához.

### Olimbiakósz
2023. július 11-én a görög Olimbiakósz ingyen igazolta le. 2024. május 29-én az UEFA Konferencia Liga döntőjében olasz Fiorentina ellen 1–0-ra nyert csapatával, így első görög csapatként nyertek európai kupát.

## Sikerei, díjai
- Sevilla
  - Európa-liga győztes: 2013–14,[7] 2014–15,[8] 2015–16
  - Copa del Rey: döntős 2016
  - UEFA-szuperkupa: döntős 2014, 2015, 2016

- Villarreal
  - Európa-liga: 2020–21

- Olimbiakósz
  - UEFA Konferencia Liga: 2023–24

## Külső
- Vicente Iborra adatlapja a worldfootball.net oldalon (angolul)
- Vicente Iborra (spanyol nyelven). villarrealcf.es. [2019. január 9-i dátummal az eredetiből archiválva]. (Hozzáférés: 2019. január 8.)